# Sten Dehlgren

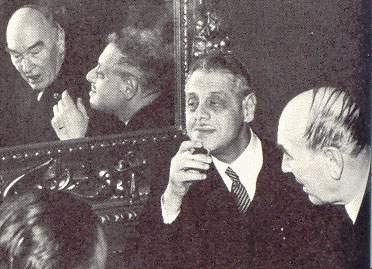
Sten Dehlgren, till höger, med Tor Bonnier på Expressens ettårsfest den 16 november 1945.

Sten Fredrik Dehlgren, född 26 maj 1881 i Adolf Fredriks församling, Stockholm, död 21 november 1947 i Skeppsholms församling, Stockholm
, var en svensk tidningsman.
Dehlgren började som underlöjtnant vid flottan 1901 och blev kapten 1910. Samma år blev han ekonomichef och verkställande direktör i Dagens nyheters AB. Från 1922 till 1946 var Dehlgren chefredaktör för Dagens Nyheter. År 1935 blev han kommendörkapten av andra graden i marinen. Han invaldes 1923 som korresponderande ledamot av Örlogsmannasällskapet.
Under Dehlgrens 35-åriga epok i DN:s ledning växte tidningen fram som Sveriges ledande dagstidning. Dehlgren var ordförande i Svenska tidningsutgivareföreningens arbetsgivarsektion ,medlem av Pressbyråns styrelse,ordförande för de sakkunniga för revision av TF medlem av SIS pressråd och i Tidningarnas telegrambyrå. Som tidigare sjöofficer och journalist var Dehlgren särskilt intresserad av försvarsfrågan. I bokform utgav han bland annat Torpedvapnet (1905), Slaget vid Horns rev (1916) och Från Habsburgs härar till Englands flotta (1917).
Dehlgren var under andra världskriget ordförande för Pressrådet (och senare även Pressnämnden), ett av staten 1939 inrättat organ som utfärdade anvisningar till tidningar för att uppamma självdisciplin och självsanering i krigstider. Tidningarna skulle undvika "sarkasmer och sårande utfall" samt "alla  smädliga  omdömen  och  karikatyrer" om ledande personer och de krigförande.